# Anthidium emarginatum
Anthidium emarginatum är en biart som först beskrevs av Thomas Say 1824.  Anthidium emarginatum ingår i släktet ullbin och familjen buksamlarbin. Inga underarter finns listade.

## Beskrivning
Som de flesta ullbin är Anthidium emarginatum tecknad i svart med gula markeringar (band), men speciellt för honorna varierar färgerna betydligt. I södra delen av utbredningsområdet är de gula markeringarna ofta klara och vitt utbredda, medan i norra delen de gula markeringarna är blekare och inte lika framträdnande. I söder har arten dessutom ofta en gul munsköld i stället för svart. Hanen känns igen på att han har en hårborste på bakkroppens undersida; även hårborsten är variabel i färgen, från mörkröd till nästan helt svart.

## Ekologi
Arten är en generalist vad gäller näringsväxter och besöker blommande växter från flera olika familjer, som korgblommiga växter, strävbladiga växter, ärtväxter, blågullsväxter samt slideväxter. Åtminstone i Kalifornien tycks den dock favorisera facelior ur familjen strävbladiga växter. Arten föredrar bergsterräng.
Anthidium emarginatum är solitär, det vill säga icke samhällsbildande; varje hona sörjer själv för avkomman. Som vanligt bland ullbina klär honan larvcellerna med växthår, bland annat från tistlar.

## Utbredning
Utbredningsområdet omfattar huvudsakligen västra Nordamerika från British Columbia i Kanada till Washington och Kalifornien i USA samt österut till Nebraska och Kansas.